# Diphenylbutylpiperidine

Grundstruktur

Als Diphenylbutylpiperidine wird eine Gruppe von Arzneistoffen bezeichnet, die strukturchemisch den Butyrophenonen nahestehen und die als gemeinsames Grundmerkmal eine aliphatische Kette aufweisen, an deren letztem C-Atom sich zwei p-Fluorphenylreste befinden. Am anderen Ende der Kette sitzt ein Rest, der die Substanzen voneinander unterscheidet.
Die Diphenylbutylpiperidine werden wie die Butyrophenone in der Psychiatrie zur Behandlung von Schizophrenien (d. h. als Neuroleptika) eingesetzt.

## Beispiele
Heute gebräuchliche Vertreter der Diphenylbutylpiperidine sind
- Fluspirilen
- Pimozid

## Wirkung
Fluspirilen und Pimozid sind hochpotente Neuroleptika. Ihre Wirkung ähnelt derjenigen der hochpotenten Butyrophenone.

## Unerwünschte Wirkungen
Die Nebenwirkungen der Diphenylbutylpiperidine entsprechen ebenfalls denen der stärkeren Butyrophenone. Insgesamt scheinen die Störwirkungen etwas weniger ausgeprägt zu sein als bei den potentesten Butyrophenonen, was sich allerdings durch die tendenziell etwas geringere neuroleptische Potenz erklären lässt.

## Historisches
Die beiden heute noch gebräuchlichen Diphenylbutylpiperidine wurden explizit mit dem Anliegen entwickelt, die Einnahmesicherheit zu maximieren.
Darauf weisen auch die Handelsnamen der Substanzen hin:
- IMAP (Fluspirilen) bedeutet „i. m.-Anti-Psychotikum“,
- ORAP (Pimozid) bedeutet „ORales Anti-Psychotikum“.

Das injizierbare IMAP ist zur wöchentlich einmaligen Verabreichung bestimmt, das ORAP zur Einnahme als tägliche Einzeldosis (das bedeutete seinerzeit schon einen Fortschritt).
Die in die Diphenylbutylpiperidine gesetzten Hoffnungen hinsichtlich einer bedeutenden Erleichterung der Neuroleptika-Therapie haben sich jedoch kaum erfüllt.